# Potamia marguerita
Potamia marguerita är en tvåvingeart som först beskrevs av John Otterbein Snyder 1956.  Potamia marguerita ingår i släktet Potamia och familjen husflugor. Inga underarter finns listade i Catalogue of Life.